# Türkiye 1. Basketbol Ligi 1981-1982
La Türkiye 1. Basketbol Ligi 1981-1982 è stata la 16ª edizione del massimo campionato turco di pallacanestro maschile. La vittoria finale è stata ad appannaggio dell'Eczacıbaşı.

## Risultati

### Stagione regolare

#### Gruppo Kırmızı
|    | Squadra          | G  | V | P | PF  | PS  | P.ti | Qualificazione |
| -- | ---------------- | -- | - | - | --- | --- | ---- | -------------- |
| 1. | Efes Pilsen      | 10 | 8 | 2 | 883 | 728 | 18   | girone finale  |
| 2. | Galatasaray      | 10 | 7 | 3 | 860 | 801 | 17   | girone finale  |
| 3. | İ.B. Yenişehir   | 10 | 6 | 4 | 867 | 785 | 16   |                |
| 4. | Şekerspor        | 10 | 4 | 6 | 842 | 842 | 14   |                |
| 5. | Ziraat Fakültesi | 10 | 3 | 7 | 747 | 884 | 13   |                |
| 6. | Antbirlik        | 10 | 2 | 8 | 725 | 884 | 12   |                |

#### Gruppo Beyaz
|    | Squadra      | G  | V | P | PF  | PS  | P.ti | Qualificazione |
| -- | ------------ | -- | - | - | --- | --- | ---- | -------------- |
| 1. | Eczacıbaşı   | 10 | 9 | 1 | 994 | 623 | 19   | girone finale  |
| 2. | Karşıyaka    | 10 | 5 | 5 | 805 | 732 | 15   | girone finale  |
| 3. | Muhafızgücü  | 10 | 5 | 5 | 759 | 770 | 15   |                |
| 4. | Güney Sanayi | 10 | 5 | 5 | 714 | 870 | 15   |                |
| 5. | İTÜ Istanbul | 10 | 4 | 6 | 751 | 860 | 14   |                |
| 6. | Fenerbahçe   | 10 | 2 | 8 | 635 | 751 | 12   |                |

#### Gruppo Yeşil
|    | Squadra         | G  | V | P | PF    | PS  | P.ti | Qualificazione |
| -- | --------------- | -- | - | - | ----- | --- | ---- | -------------- |
| 1. | Beşiktaş        | 10 | 9 | 1 | 1.007 | 751 | 19   | girone finale  |
| 2. | Tofaş SAS       | 10 | 8 | 2 | 899   | 742 | 18   | girone finale  |
| 3. | Çukurova Sanayi | 10 | 4 | 6 | 706   | 761 | 14   |                |
| 4. | Ankara DSİ      | 10 | 4 | 6 | 681   | 766 | 14   |                |
| 5. | ODTÜ            | 10 | 3 | 7 | 697   | 793 | 13   |                |
| 6. | Taçspor         | 10 | 2 | 8 | 732   | 909 | 12   |                |

### Girone qualificazione
|     | Squadra          | G  | V  | P  | PF    | PS    | P.ti | Qualificazione     |
| --- | ---------------- | -- | -- | -- | ----- | ----- | ---- | ------------------ |
| 1.  | Muhafızgücü      | 26 | 18 | 8  | 2.137 | 1.925 | 44   |                    |
| 2.  | İ.B. Yenişehir   | 26 | 18 | 8  | 2.233 | 1.991 | 44   |                    |
| 3.  | Çukurova Sanayi  | 26 | 16 | 10 | 2.058 | 2.119 | 42   |                    |
| 4.  | Fenerbahçe       | 26 | 15 | 11 | 1.883 | 1.786 | 41   |                    |
| 5.  | İTÜ Istanbul     | 26 | 13 | 13 | 2.015 | 2.091 | 39   |                    |
| 6.  | Güney Sanayi     | 26 | 12 | 14 | 1.889 | 1.934 | 38   |                    |
| 7.  | Şekerspor        | 26 | 12 | 14 | 2.111 | 2.133 | 38   |                    |
| 8.  | ODTÜ             | 26 | 11 | 15 | 1.884 | 2.035 | 37   |                    |
| 9.  | Ziraat Fakültesi | 26 | 9  | 17 | 1.877 | 2.088 | 35   | retrocesse in TBL2 |
| 10. | Ankara DSİ       | 26 | 8  | 18 | 1.867 | 2.094 | 34   | retrocesse in TBL2 |
| 11. | Antbirlik        | 26 | 6  | 20 | 2.078 | 2.330 | 32   | retrocesse in TBL2 |
| 12. | Taçspor          | 26 | 2  | 24 | 1.787 | 2.412 | 28   | retrocesse in TBL2 |

### Girone finale
|    | Squadra     | G  | V  | P  | PF    | PS    | P.ti |
| -- | ----------- | -- | -- | -- | ----- | ----- | ---- |
| 1. | Eczacıbaşı  | 25 | 22 | 3  | 2.367 | 1.769 | 47   |
| 2. | Beşiktaş    | 25 | 18 | 7  | 2.367 | 2.055 | 43   |
| 3. | Efes Pilsen | 25 | 17 | 8  | 2.179 | 2.007 | 42   |
| 4. | Tofaş SAS   | 25 | 13 | 12 | 2.191 | 2.023 | 38   |
| 5. | Galatasaray | 25 | 12 | 13 | 2.191 | 2.208 | 37   |
| 6. | Karşıyaka   | 25 | 9  | 16 | 1.915 | 2.008 | 34   |

| Türkiye 1. Basketbol Ligi 1981-1982 |
| ----------------------------------- |
| Eczacıbaşı 6º titolo                |

## Formazione vincitrice
| N° | Naz.                   | Ruolo | Sportivo          |  | Alt. |  |
| -- | ---------------------- | ----- | ----------------- |  | ---- |  |
|    | Turchia (bandiera)     |       | Efe Aydan         |  |      |  |
|    | Turchia (bandiera)     |       | Engin Bayav       |  |      |  |
|    | Turchia (bandiera)     |       | Hakan Büyükbayrak |  |      |  |
|    | Turchia (bandiera)     |       | Melih Erçin       |  |      |  |
|    | Turchia (bandiera)     |       | Ekrem Erdem       |  |      |  |
|    | Turchia (bandiera)     |       | Hakan Ertaç       |  |      |  |
|    | Turchia (bandiera)     |       | Necati Güler      |  |      |  |
|    | Stati Uniti (bandiera) |       | Ron Haigler       |  |      |  |
|    | Stati Uniti (bandiera) |       | Mark Haymore      |  |      |  |
|    | Turchia (bandiera)     |       | Turhan Koray      |  |      |  |
|    | Turchia (bandiera)     |       | Ahmet Sarı        |  |      |  |
|    | Turchia (bandiera)     | All.  | Aydan Siyavuş     |  |      |  |